# Cayo Fragoso
Cayo Fragoso är en ö i Kuba.   Den ligger i provinsen Provincia de Villa Clara, i den centrala delen av landet, 300 km öster om huvudstaden Havanna. Arean är 101 kvadratkilometer.
Terrängen på Cayo Fragoso är mycket platt. Öns högsta punkt är 10 meter över havet. Den sträcker sig 17,1 kilometer i nord-sydlig riktning, och 22,6 kilometer i öst-västlig riktning.